# Zsombékos-árok
A Zsombékos-árok a Kisalföldön ered, Győr-Moson-Sopron vármegyében, Győrszentiván keleti határában. A patak forrásától kezdve északi irányban halad, majd Győrszentivántól északkeletre eléri a Dunát.
A Győr-Gönyű kikötő kiépítése és fejlesztése során a Zsombékos-árkot is érintő víz- és talajrendezési munkálatokra került sor.

## Part menti település
- Győrszentiván